# محمدرضا سعادت‌فرد
محمدرضا سعادت‌فرد سیاست‌مدار ایرانی بود، که در دوره بیست و سوم و بیست و چهارم مجلس شورای ملی بعنوان نماینده تهران از استان تهران در مجلس شورای ملی حضور داشت.